# Khirbat al-Minya
El Palacio de Minya o Khirbat al-Minya (en hebreo: חורבת מנים) es un palacio construido por el Califato Omeya en la Galilea oriental, en la actual Israel, situado a unos 200 metros (660 pies) al oeste del extremo norte del lago de Tiberíades. Fue construido como un complejo qasr, con un palacio, una mezquita y un baño diseñado para un solo cliente.
Khirbat al-Minya fue construido durante el reinado del califa omeya al-Walid I (705-715 DC) y una inscripción en una piedra encontrada en el sitio menciona su nombre. El supuesta señor del palacio era el hijo de al-Walid 'Umar ibn al-Walid, quien se desempeñó como gobernador de Tiberíades durante el reinado de su padre, pero cayó en desgracia cuando su tío Sulayman ibn Abd al-Malik asumió el rol de califa.
El palacio fue excavado por primera vez en 1932 por el arqueólogo alemán, AE Mader,  que en un principio pensó que estaba excavando una fortaleza romana.  En 1936-9, fue excavado también por AM Schneider y O. Puttrich-Reignard. Durante julio y agosto de 1959, la sección occidental del palacio fue excavada por O. Grabar en colaboración con la Autoridad de Antigüedades de Israel.  En 1960, el sitio fue excavado por una expedición israelí-estadounidense, con la intención de afinar la cronología y el plan del palacio, y en 2000 se propuso que Khirbat al-Minya debía convertirse en Patrimonio de la Humanidad.